# Medievalismo

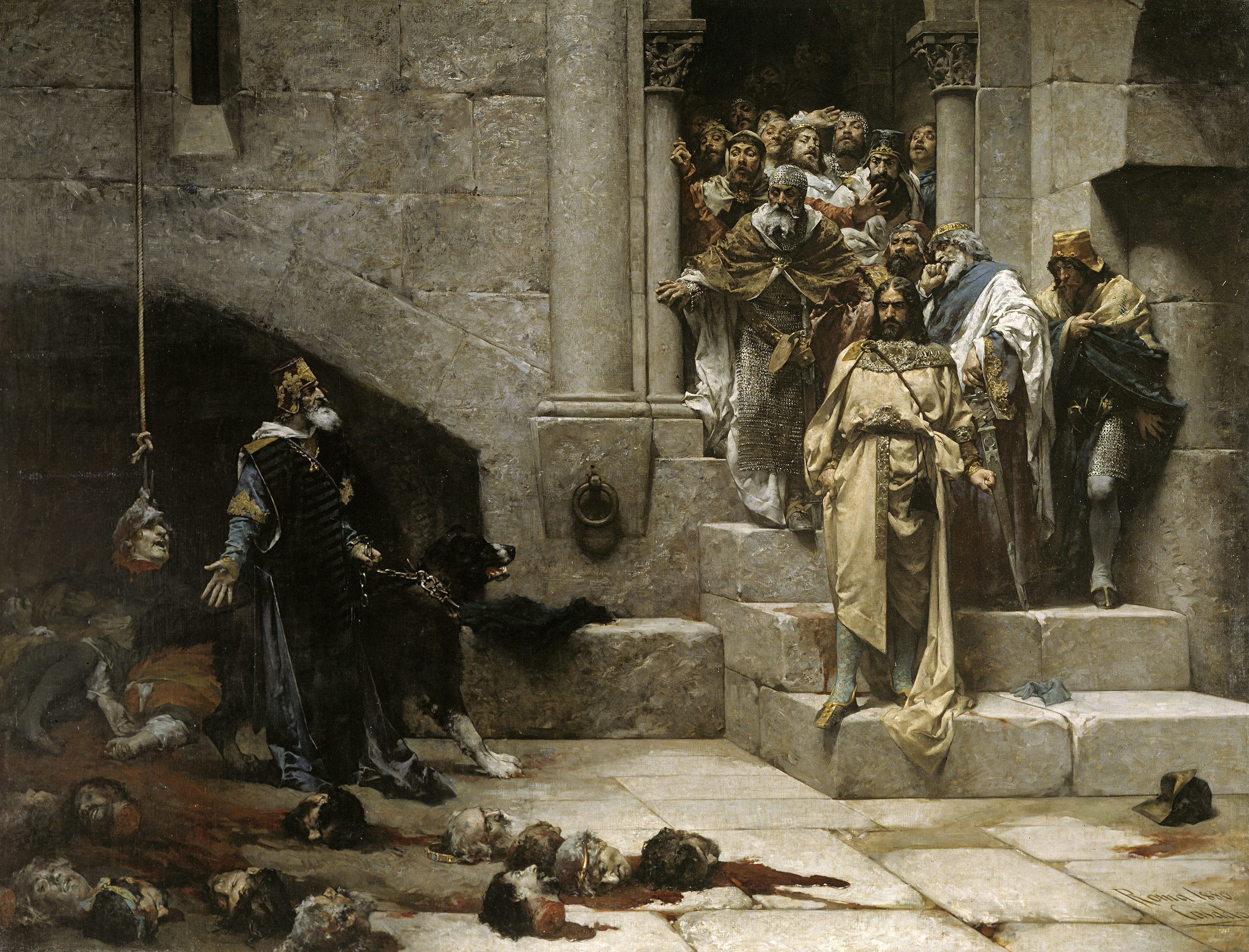
La campana de Huesca. Óleo sobre lienzo. 1880. José Casado del Alisal

Se denomina medievalismo no solo a la «cualidad o carácter de medieval», sino al interés por la época y los temas medievales y su estudio. Medievalista es el especialista en estas materias. Se desarrolla tanto en la historiografía como en la ficción, con representaciones de mayores o menores anacronismos o fidelidad a la época; incluso es uno de los temas más tratados en la pintura de historia. Por su parte, la arquitectura historicista del siglo XIX tuvo en la Edad Media su principal fuente de inspiración; sobre todo el neogótico, donde destacó la labor a la vez restauradora y recreadora de Eugène Viollet-le-Duc, y el neomudéjar.
Los abusos románticos de la ambientación medieval, que se usaba con el simple propósito de aumentar el exotismo, igual que se recurría al orientalismo o a los temas españoles, produjo ya a mediados del siglo XIX la reacción del realismo de Honoré de Balzac (El público está harto de España, del Oriente y de la historia de Francia al modo de Walter Scott). Otro tipo de abusos son los que dan lugar a una abundante literatura pseudohistórica que llega hasta el presente, y que ha encontrado la fórmula del éxito mediático entremezclando temas esotéricos sacados de partes más o menos oscuras de la Edad Media (Archivo Secreto Vaticano, templarios, rosacruces, masones y el mismísimo Santo Grial). Algunos de ellos se vincularon al nazismo, como el alemán Otto Rahn.

## Historiografía
El descrédito de la Edad Media fue una constante durante la Edad Moderna, en la que Humanismo, Renacimiento, Racionalismo, Clasicismo e Ilustración se afirman como reacciones contra ella, o más bien contra lo que entienden que significaba, o contra los rasgos de su propio presente que intentan descalificar como pervivencias medievales. No obstante en el campo de la erudición, desde fines del siglo XVI se producen interesantes recopilaciones de fuentes documentales medievales que buscan un método crítico para la ciencia histórica: Annales ecclesiastici de Cesar Baronius (1588-1607); Historia normannorum scriptores antiqui, de André Duchesne (1619); Italia sacra, de Ferdinando Ughelli (1644) o Capitularia regum Francorum, de Baluce (1677). Los benedictinos de Saint Maur sostuvieron una polémica con los jesuitas denominados bolandistas sobre historia eclesiástica, que está en el origen de la constitución de la ciencia diplomática. En España fueron significativos los trabajos de José de Moret (Annales del Reyno de Navarra, 1695) y de Jerónimo Zurita (Anales de la Corona de Aragón, 1562-1580), así como la reelaboración del cuerpo cronístico en la Historia de España del Padre Mariana (1592-1601). En el siglo XVIII Muratori reivindicó a los autores medievales italianos en su Eerum italicarum scriptores, y Thomas Rymer hace lo propio con los ingleses en sus Foedera, conventiones, literae, et cujuscunque generis acta publica. En Francia el benedictino Charles-François Toustain (Dom Toustain) y la Académie des Inscriptions et Belles Lettres. En España, las Antigüedades de España de Francisco de Berganza y los Bularios de las Órdenes Militares, así como la España sagrada del Padre Flórez.
El Romanticismo y el Nacionalismo del siglo XIX revalorizaron la Edad Media como parte de su programa estético y como reacción anti-académica, además de como única posibilidad de encontrar base histórica a las emergentes naciones. Así por ejemplo en la Historia del pueblo alemán, de Heinrich Luden (Geschichte des Teutschen Volkes, 1825-1845) y el Seminario de Ranke de 1833 en Berlín; la francesa École Nationale des Chartes (1821); el austriaco Institut für österreichische Geschischtsforschung (1854) y la belga Commision Royale d´Histoire (1834). Se multiplicaron las sociedades regionales o locales que se esforzaban en el rescate y recopilación de fondos. Sin duda el esfuerzo más importante y fructífero fue Monumenta Germaniae Historica, en el que, entre muchos otros, colaboraron personalidades como Humboldt y Grimm (el primer tomo apareció en 1826). Guizot en Francia impulsó la Collection de documents inédits relatifs à la'histoire de France (desde 1835); y desde 1868 la École Pratique des Hautes Études realizó importantes trabajos medievalísticos, con Gabriel Monod. En Inglaterra se editaron a iniciativa pública los Patent rolls, Cloose rolls, Rerum birtannicarum medii aevi scriptores y otras muchas recopilaciones de asociaciones privadas, como la Cadmen Society y la Pipe Roll Society. En Italia, a pesar de la abundancia de material clásico, no se descuida la investigación del medieval, con la Historiae patriae monumenta. Historiadores medievalistas destacados fueron los alemanes Raumer y Stenzel en la primera mitad del siglo y Giesebrecht, Köpe, Dohl, Dahn, Stälin, Dümler, Sybel, Lamprecht y muchos otros en la segunda mitad. Ingleses como Hallam y Kemble en la primera mitad del siglo, y Stubbs y Maitland en la segunda. En Francia, además de los citados Guizot y Monod, destacan Gerard y Delisle, en el último tercio del XIX, y ya a finales Luchaire, Viollet, Guilhiermoz, Langlois, Lavisse, etc.
En la España del siglo XIX aparece la Colección de documentos inéditos para la historia de España (1841) y el Memorial histórico español (1851). Próspero Bofarull dirige la publicación de los documentos del Archivo de la Corona de Aragón. La Real Academia de la Historia (Actas de las Cortes de los antiguos reinos de León y Castilla), e investigadores individuales, como Cayetano Rosell (Crónicas de los reyes de Castilla desde don Alfonso el Sabio hasta los Reyes Católicos) y Tomás González realizaron una tarea importante, que no llegaba a ser suficientemente satisfactoria, dada la abundancia del material disponible. Historiadores medievalistas notables, aparte de los citados, fueron los arabistas Pascual Gayangos, Francisco Codera Zaidín y Julián Ribera y en otros ámbitos Eduardo de Hinojosa y Naveros, Amador de los Ríos, Manuel Colmeiro, Francisco Javier Simonet, Tomás Ximénez de Embún, Catalina García, Cesáreo Fernández Duro, y Joaquim Miret i Sans.
El medievalismo del siglo XX se ha centrado en la renovación metodológica, fundamentalmente por la incorporación de la perspectiva económica y social aportada por el materialismo histórico y la Escuela de los Annales. Medievalistas belgas como Henri Pirenne, franceses como Marc Bloch, o ingleses como Steven Runciman se cuentan entre los más importantes de la primera mitad del siglo. En España nombres destacados fueron el estudioso del Cantar de Mío Cid Ramón Menéndez Pidal, los arabistas Miguel Asín Palacios y Emilio García Gómez, el institucionalista Luis García de Valdeavellano, y Jaume Vicens Vives, introductor de la historia económica y social. En la segunda mitad del siglo y hasta la actualidad, no han dejado de sucederse valiosas aportaciones de importantes historiadores, algunos citados en la bibliografía de este artículo, y muchos otros, como los italianos Vito Fumagalli y el también semiólogo Umberto Eco.

## Pervivencia y reconstrucciones de espectáculos medievales
En muchas localidades europeas existen espectáculos, ligados a festividades, que provienen de la Edad Media y constituyen una actualización del pasado en el que la comunidad se identifica, lo que se ha venido en llamar memoria histórica. Algunos son espectáculos deportivos, como el Palio de Siena (una carrera de caballos en que los barrios se disputan un estandarte), el calcio florentino italiano y el fútbol de carnaval inglés (precedentes del fútbol actual); pero la mayoría son religiosos, como el misterio de Elche, otros ejemplos de teatro eclesiástico medieval, de donde derivan el Ball de diables y las representaciones de la Pasión (La Pasión de Olesa de Montserrat) o distintas formas de Belén viviente (tradición que se remonta a San Francisco de Asís). La más universalmente extendida son los Carnavales. Otras son costumbres agrícolas o ganaderas, como A rapa das bestas en Galicia o la renovación de tributos medievales como el pago de vacas por derechos de pasto en varios lugares de la frontera pirenaica (Tributo de las tres vacas entre Baretous y Roncal, desde 1375). Otros tienen un origen menos claro, como la festividad de Moros y Cristianos en muchos lugares de España, sobre todo en la Comunidad Valenciana.
La importancia turística de estas representaciones (véase Anexo:Fiestas de Interés Turístico Nacional (España)) ha motivado que muchas otras localidades las imiten, basándose en acontecimientos de su propia historia local, recreados más o menos fidedignamente (Batalla de Hastings en Inglaterra o el Sinodal de Aguilafuente en España), organizados como festivales (Festival Medieval de Hita, Festival Medieval de Elche), como sociedades y clubes medievalistas, o simplemente celebrando mercadillos medievales o parodias de torneos y banquetes regios en castillos.

## Ficción

### Poesía
- La Chanson de Roland trata hechos y personajes de la época carolingia con una perspectiva que no toma en cuenta ni la geografía ni a la historia real y desde una distancia temporal lejana, del siglo VIII en que suceden los hechos al XI en que se compone el cantar de gesta, como todos ellos, con base en distintos elementos, principalmente la tradición oral. En cambio, la épica medieval castellana, especialmente el Cantar de mío Cid no puede considerarse ficción histórica, puesto que habla de su propio presente (o trabaja con materiales compuestos a muy poca distancia de los hechos descritos) con elementos casi más cronísticos que novelescos (a excepción de algunos elementos obviamente literarios), aunque la pretensión sea fuertemente mitificadora (función que no es ajena a buena parte de la historiografía, como ocurre con las mismas Crónicas o las hagiografías). De un modo mucho más evidente, la recreación posterior del género, que es lo que se ha venido a llamar el Romancero, sí tiene esa característica, tanto por la mayor distancia cronológica como por los mayores elementos de fantasía (a lo que se suma una mayor anacronía).

- El Orlando furioso de Ludovico Ariosto (1516), junto con

- la Jerusalén libertada de Torquato Tasso (1579)

sentaron el modelo de poesía épica renacentista, utilizando el primero el tema de la caballería errante y el segundo el de las cruzadas.
- En el siglo XVII hay un descomunal poema barroco: El Bernardo, o Victoria de Roncesvalles, sobre el mito de Bernardo del Carpio, de Bernardo de Balbuena (1624).

- Los fraudulentos poemas atribuidos a Ossian por James Macpherson (1765) pretendían ser una épica céltica rival de la homérica, e influyeron mucho en el historicismo romántico posterior.

- El romanticismo trató leyendas y tradiciones medievales, como el inacabado Don Pelayo, de José de Espronceda, o La pérdida de España, de Pedro de Montengón.[10]

### Novela
Después del ciclo artúrico (Thomas Malory, La muerte de Arturo); los libros de caballerías, en algunos casos la novela bizantina, y particularmente en España la novela morisca (Historia del Abencerraje y la hermosa Jarifa) fueron tratamientos imaginativos sobre una Edad Media que, a medida que avanzaban los siglos, iba pasando de ser un pasado más o menos reciente a ser un pasado más o menos lejano; aunque siempre sin intención de mantener ningún tipo de rigor histórico.
Fue la valorización de la Edad Media por el romanticismo lo que hizo nacer el género de la novela histórica a comienzos del siglo XIX:
- Ivanhoe, de Walter Scott

- Cuentos de las Cruzadas, del mismo

- Nuestra Señora de París, de Victor Hugo
- Cuentos de la Alhambra, de Washington Irving
- Los caballeros teutones, 1900, de Henryk Sienkiewicz

La novela histórica española aparece también en la misma época y muy influenciada por Walter Scott, pasando a buscar una mayor fidelidad a la época tratada a partir de la segunda mitad del siglo XIX.
- Sancho Saldaña, de José de Espronceda
- El doncel de don Enrique el doliente, de Mariano José de Larra
- Cristianos y moriscos, de Serafín Estébanez Calderón
- Doña Isabel de Solís, reina de Granada, de Martínez de la Rosa
- El señor de Bembibre, de Enrique Gil y Carrasco
- Men Rodríguez de Sanabria, de Manuel Fernández y González
- Abelardo y Eloísa, de Ramón Ortega y Frías
- Amaya o los vascos en el siglo VIII, 1879, de Francisco Navarro Villoslada.

- Doña Blanca de Navarra, del mismo.

- La campana de Huesca, de Antonio Cánovas del Castillo
- Los hidalgos de Monforte, de Benito Viceto

La novela histórica actual tiene algunos muy buenos ejemplos:
- El nombre de la rosa, de Umberto Eco

- Baudolino, del mismo autor

- Los pilares de la tierra, de Ken Follett

- Un mundo sin fin, su continuación, por el mismo autor

- El Médico (The Physician), de Noah Gordon (forma trilogía con otras dos novelas)

Pero lo que más abunda en la literatura reciente, convertido en un subgénero por sí mismo, es el recurso al mito de los templarios, en conexión con temas de ocultismo o teorías más o menos extravagantes:
- Los Reyes Malditos, de Maurice Druon (serie de siete novelas).

### Teatro
El teatro clásico, tanto español como francés (El Cid, de Corneille) e inglés (la mayor parte de las obras de Shakespeare), tomaron en los siglos de la Edad Media buena parte de sus temas:
- Fuenteovejuna, de Lope de Vega.

- El mejor alcalde, el rey, del mismo.

- La campana de Aragón, del mismo (el tema es tratado en varias obras de otros autores).
- Los amantes de Teruel, tema tratado por Tirso de Molina y posteriormente por Hartzenbusch.
- Los jueces de Castilla, de Agustín Moreto.
- Reinar después de morir, de Luis Vélez de Guevara, sobre Inés de Castro, tema vuelto a tratar en Corona de amor y muerte por Alejandro Casona.
- La pérdida de España, de Eusebio Vela,[12] tema tomado del romancero y vuelto a reutilizar en El puñal del godo, de José Zorrilla,[13] ya en época romántica.
- La Raquel, de Vicente Antonio García de la Huerta (1778).
- El Trovador, drama romántico de Antonio García Gutiérrez (1836) convertido en libreto para la ópera de Giuseppe Verdi Il Trovatore, de 1853.

El abuso del medievalismo en dramones románticos de discutible calidad dio pie a una obra paródica de enorme éxito:
- La venganza de Don Mendo, de Pedro Muñoz Seca.

### Ópera
La ópera desarrolló temas históricos y mitológicos desde su origen en el siglo XVII (Claudio Monteverdi), y otros compositores utilizaron temas medievales, reales o ficticios:
- Antonio Vivaldi

- Alvida, regina dei Goti (Alvida, reina de los Godos).
- Ginevra principessa di Scozia (Ginebra, princesa de Escocia).
- Ottone in Villa (Otón en la villa), sobre el emperador germánico.
- Orlando furioso (Vivaldi), sobre el poema de Ariosto.

- Gioachino Rossini

- Tancredi, ambientada en Sicilia en 1005.
- Guillermo Tell (ópera), sobre la leyenda suiza

También en la ópera fue la sensibilidad estética del romanticismo, al que en Alemania e Italia se añadió el empuje ideológico del naciente nacionalismo, lo que suscitó el uso y abuso de los temas medievales:
- Carl Maria von Weber

- Der Freischütz (El cazador furtivo), basada en el folklore alemán, cuyo exitoso estreno en 1821 marca el inicio de un género luego continuado por Wagner y difundido a los demás países.
- Euryanthe, de menor éxito, basada en un cuento medieval francés.

- Giuseppe Verdi

- Oberto, su primera ópera, ambientada en 1228
- I Lombardi alla prima crociata (Los lombardos en la primera cruzada)
- Giovanna d'Arco (Juana de Arco)
- Attila (ópera) (Atila)
- Macbeth (ópera), Otello y Falstaff, sobre obras o personajes de Shakespeare
- La battaglia di Legnano (La batalla de Legnano)
- Il trovatore, sobre la obra de García Gutiérrez, ambientada en la España del siglo XV
- I vespri siciliani (Las vísperas sicilianas)
- Simón Boccanegra (ópera), sobre el primer Dogo de Venecia
- Aroldo (ópera), basada en una obra de Walter Scott y en Harold, the last of the Saxon King (Harold, el último de los reyes sajones), de Edward Bulwer-Lytton.

- Gaetano Donizetti

- Zoraida di Granata, Alahor in Granata y La favorita, de temas andalusíes
- Alfredo il grande (Alfredo el Grande)

- Richard Wagner

- Rienzi, sobre Cola di Rienzi, italiano del siglo XIV.
- Tannhäuser (ópera), sobre una leyenda alemana del siglo XIII
- Lohengrin, Tristán e Isolda (ópera) y Parsifal de temas artúricos
- El anillo del nibelungo, tetralogía sobre la mitología nórdica.

- Giacomo Puccini

- Il Trittico, sobre todo el episodio veneciano de Gianni Schicchi, basado en un personaje real citado por Dante en la Divina Comedia.

### Cine
Las películas basadas en el mito del Rey Arturo, como Excalibur (1981, John Boorman) no suelen tener una ubicación cronológica concreta, a pesar de lo cual alguna de ellas puede ofrecer alguna buena recreación de determinados asuntos pertinentes a la época medieval (Lancelot du Lac -1974, Robert Bresson-); otras, en cambio, son una excepción al optar por recrear de forma más o menos verosímil el final del Imperio Romano (El rey Arturo: La verdadera historia que inspiró la leyenda -2004, Antoine Fuqua- o La última legión -2007, Doug Lefler-); o planteando anacrónica pero cómicamente algunas interesantes cuestiones de historia social (Los caballeros de la mesa cuadrada -1975, Monty Python-). A continuación sigue una lista de películas ambientadas en entornos históricos, míticos, literarios o fantásticos, pero siempre relacionados con la Edad Media.
- Beowulf, de animación (2007, Robert Zemeckis), sobre el mito de Beowulf. Lejanamente inspirada en el mismo mito, la adaptación de una novela de Michael Crichton: 13 guerreros (1999, John McTiernan).
- El Príncipe Valiente (1954, Henry Hathaway), basada en la historieta Príncipe Valiente (1937, Harold Foster).
- The War Lord (El señor de la guerra, 1965, Franklin Schaffner), sobre la implantación del feudalismo y el cristianismo en torno a un castillo y una aldea en la Alta Edad Media.
- Alfredo el Grande (1969, Clive Donner) sobre el rey inglés Alfredo el Grande.
- Los vikingos (The Vikings) (1958, Richard Fleischer).
- El mensaje (1976, Moustapha Akkad).
- Amaya (1952, Luis Marquina), adaptación de la novela.
- El ladrón de Bagdad (1924), dirigida por Raoul Walsh y vagamente basada en Las mil y una noches. Con el mismo título se han rodado otras versiones, aunque no siempre con el mismo argumento pero siempre con el trasfondo de un mundo árabe idealizado e inspirado en Las mil y una noches (véase El ladrón de Bagdad, de 1940, o también, por ejemplo, la película de animación de los estudios Disney: Aladdín, de 1992).
- El Cid (1961, Anthony Mann).
- El halcón y la flecha (1950, Jacques Tourneur) basada en el mito de Guillermo Tell.
- Braveheart (1995, Mel Gibson), sobre William Wallace.
- El león en invierno (1968, Anthony Harvey), basada en la obra de teatro de James Goldman, sobre Enrique II de Inglaterra, Leonor de Aquitania y sus hijos.
- Robin Hood, con muchas versiones, como Robin y Marian (1976, Richard Lester).
- Las cruzadas (1935, Cecil B. DeMille), y muchas otras del mismo tema, como L'armata Brancaleone (La armada Brancaleone, 1966, Mario Monicelli), con una secuela (1970, Brancaleone alle crociate -Brancaleone en las Cruzadas-); y recientemente El reino de los cielos (2005, Ridley Scott).
- Las aventuras de Marco Polo (1938, Archie Mayo, con Gary Cooper). Hay versiones más recientes de la vida de Marco Polo adaptadas a la televisión: una de la RAI italiana (1982, Giuliano Montaldo) y otra estadounidense (2006, Kevin Connnor).
- La venganza de Don Mendo (1961, Fernando Fernán Gómez), adaptación de la obra de Muñoz Seca (hubo también varias adaptaciones para la televisión).
- El nombre de la rosa (1986, Jean-Jacques Annaud), adaptación de la novela de Umberto Eco.
- El séptimo sello (1957, Ingmar Bergman), ambientada en la Peste Negra.
- Paseo por el amor y la muerte (1969, John Huston), ambientada en la Peste Negra y el desorden social y el cambio de mentalidades que la acompañó. Una visión más descarnada del mismo asunto, pero ambientada un siglo más tarde, es Los señores del acero (1985, Paul Verhoeven).
- Juana de Arco, con muchas adaptaciones: Jeanne d'Arc (1899, del primer cine francés, mudo), La Passion de Jeanne d'Arc (1928, dirigida por el danés Carl Theodor Dreyer), Joan of Arc (1948, con Ingrid Bergman), The Messenger: The Story of Joan of Arc (1999, de Luc Besson con Mila Jovovich), y una adaptación a la televisión como miniserie: Joan of Arc(del mismo año 1999).
- La conquista de Albania (1983, Alfonso Ungría), sobre una expedición de guerreros navarros del siglo XIV.
- Tirante el Blanco (2006, Vicente Aranda), sobre Tirant lo Blanc, novela caballeresca de Joanot Martorell.
- El jorobado de Notre Dame (1996, animación de los estudios Disney), adaptación de Nuestra Señora de París de Victor Hugo. Hay películas anteriores que adaptan la misma novela, como The Hunchback of Notre Dame (1939) interpretada por Charles Laughton.
- La prostituta (Die Wanderhure, 2010), adaptación de una novela de Iny Lorentz, ambientada en el concilio de Constanza (1414)
- Parsifal
- Al-Andalus, camino del sol
- Daniya, jardín del harén
- Al-Massir
- La esclava del Paraíso
- El corazón y la espada
- Isabel de Solís, reina de Granada
- El valle de las espadas
- Los cien caballeros
- Las hijas del Cid
- El bordón y la estrella
- Cotolay
- El talismán

### Historieta
En España Apeles Mestres introduce como ilustrador y precedente del cómic, algunas aventuras largas de tema medieval:
- El conde tal (1878)
- La Brivia (1902)

- Príncipe Valiente (1937, Harold Foster)

En la posguerra española, el cómic medievalista, cumplió una especial función de evasión de la realidad, al tiempo que eludía la censura más fácilmente al tratar glorias del pasado:
- El Guerrero del Antifaz (1944, Manuel Gago García).
- Capitán Trueno (1956, Víctor Mora Pujadas y Miguel Ambrosio Zaragoza -Ambrós-).

Hubo muchos otros ejemplos (Sangre en Bizancio, El Caballero de las Tres Cruces, Flecha Negra, El Rey del mar, Terciopelo negro o Tirant lo Blanc).
Desde una perspectiva totalmente cómica:
- Don Furcio Buscabollos (1947, Guillermo Cifré)

En Francia, siguiendo el género de acercamiento cómico a la historia iniciado con Asterix:
- El gran visir Iznogud (1961, guionista René Goscinny -el de Asterix-, dibujante Jean Tabary) ambientada en Bagdad en el califato de Harún El Pussah (parodia del Harún al-Rashid de las mil y una noches). La frase repetida por Iznogoud en todas sus maquinaciones Quiero ser califa en lugar del califa, no deja de ser una reflexión sobre la naturaleza del poder.